# Wieloprocesorowość symetryczna

Schemat architektury wieloprocesorowości symetrycznej

Wieloprocesorowość symetryczna, przetwarzanie symetryczne, SMP (ang. symmetric multiprocessing) – architektura komputerowa, która pozwala na znaczne zwiększenie mocy obliczeniowej systemu komputerowego poprzez wykorzystanie dwóch lub większej liczby procesorów do jednoczesnego wykonywania zadań. Szczególnym przypadkiem zastosowania tej architektury jest procesor wielordzeniowy, który można traktować jako system wieloprocesorowy z procesorami jednordzeniowymi. 
W architekturze SMP procesory współdzielą zasoby pamięci oraz urządzenia wejścia/wyjścia przy pomocy magistrali systemowej, a każdy z tych procesorów może zostać przypisany do wykonywania konkretnego zadania, tak aby w systemie następowało równoważenie obciążenia (ang. load balancing)
Ważną rzeczą przy przetwarzaniu symetrycznym jest stosowanie wielowątkowości przez uruchomione programy komputerowe i, co za tym idzie, jej obsługa przez system operacyjny – upraszcza to w znacznym stopniu możliwość podziału poszczególnych procesów, tak aby mogły być przetwarzane przez kilka procesorów jednocześnie. Systemami operacyjnymi obsługującymi architekturę SMP jest większość Uniksów, Windows NT oraz BeOS.
Szczególną korzyść z przetwarzania symetrycznego czerpią aplikacje do renderowania (w tym przeglądarki internetowe), aplikacje bazodanowe, do edycji lub odtwarzania materiałów audio/wideo oraz nowoczesne gry komputerowe; natomiast minimalną korzyść – aplikacje jednowątkowe.
Alternatywną architekturą komputerową w stosunku do SMP jest MPP, czyli masowe przetwarzanie równoległe.